# یونا تدین
یونا تدین (زاده ۲۳ اسفند ۱۳۸۸) بازیگر اهل ایران است.

## زندگی هنری
اولین تجربه حرفه‌ای او در سال ۱۳۹۳ با فیلم نقطه کور به کارگردانی مهدی گلستانه شروع شد.
وی از بچگی و زمانی‌که یک‌سال و نیم داشت در تیزرهای تبلیغاتی بازی کرد. سپس برای بچه‌مهندس با سفارش مدیر شبکه سه سیما انتخاب شد.
یونا تدین نامزد دریافت جایزه سیمرغ بلورین بهترین بازیگر نقش مکمل مرد جشنواره فیلم فجر از سی و هفتمین دوره جشنواره فیلم فجر برای فیلم قصر شیرین می‌باشد.
یونا تدین «تندیس ویژه» بخش نمایش در گروه بازیگران خردسال پنجمین جشنواره تلویزیونی جام جم را برای سریال بچه‌مهندس کسب نمود. (به همراه نیوشا علیپور و آریا نرج‌آبادی)

## فیلم‌شناسی

### تلویزیون
| سال تولید/پخش | نام مجموعه | نقش              | منابع | [ ۵ ] |
| ۱۳۹۷          | بچه‌مهندس   | کودکی جواد جوادی | [ ۲ ] |       |
| ۱۳۹۶          | گسل        | کاوه اعتبار      | [ ۲ ] |       |

### سینما
| سال  | نام فیلم    | نقش              | منابع |
| ---- | ----------- | ---------------- | ----- |
| ۱۳۹۸ | اتاق جادویی | رامین            |       |
| ۱۳۹٧ | قصر شیرین   | علی (پسر جلال)   | [ ۳ ] |
| ۱۳۹۴ | نقطه کور    | شایان (پسر خسرو) | [ ۱ ] |

### شبکه نمایش خانگی
| سال  | نام مجموعه | نقش          | منابع |
| ---- | ---------- | ------------ | ----- |
| ۱۳۹۹ | قورباغه    | رامین(کودکی) | [ ۶ ] |

## جوایز و نامزدی‌ها
| سال  | جشنواره                           | نامزد در بخش                                                 | جایزه        | برای فیلم یا مجموعه تلویزیونی | نتیجه    | منابع |
| ---- | --------------------------------- | ------------------------------------------------------------ | ------------ | ----------------------------- | -------- | ----- |
| ۱۳۹۷ | سی و هفتمین دوره جشنواره فیلم فجر | بهترین بازیگر نقش مکمل مرد                                   | سیمرغ بلورین | قصر شیرین                     | نامزدشده | [ ۳ ] |
| ۱۳۹۷ | پنجمین جشنواره تلویزیونی جام جم   | گروه بازیگران خردسال (مشترک با نیوشا علیپور و آریا نرج‌آبادی) | تندیس ویژه   | بچه‌مهندس                      | برنده    | [ ۴ ] |

## نقد
به‌گفته خبرگزاری میزان، یونا تدین در بچه‌مهندس توانسته نوعی بازی حسی و تاثیرگذار ایجاد کند و همچنین وب‌گاه معتبر سلام‌سینما او را به عنوان یکی از بهترین بازیگران مرد خردسال نامید و بازی او را در قصر شیرین تحسین کرد.